# Demons (série télévisée)
Pour les articles homonymes, voir Démon.
Demons, ou Démons au Québec, est une série télévisée britannique en six épisodes de 45 minutes, créée par Julian Murphy, Johnny Capps et Peter Tabern, et diffusée entre le 3 janvier au 7 février 2009 sur la chaîne ITV1.
En France, la série a été diffusée du 30 novembre au 14 décembre 2009 sur TF6, et au Québec à partir du 8 février 2010 sur Ztélé.

## Synopsis
Cette série suit la chasse aux vampires et autres démons d'un américain, Rupert Galvin, torturé par son passé qui ne fait pas de différences entre bons et méchants démons. Il gère en même temps son filleul adolescent de 18 ans, dernier descendant des Van Helsing qui va alors devoir gérer sa vie d'ado et son combat contre les vampires et autres monstres de la nuit.

## Distribution
- Philip Glenister (VF : Lionel Bourguet) : Rupert Galvin
- Christian Cooke (VF : Sébastien Hébrant) : Luke Rutherford
- Zoe Tapper (VF : Maïa Baran) : Mina Harker
- Holliday Grainger (VF : Sophie Landresse) : Ruby
- Saskia Wickham (en) (VF : Nathalie Hons) : Jenny Rutherford (4 épisodes)

Version française
- Société de doublage : Dubbing Brothers de Belgique
- Direction artistique : Laurent Vernin
- Adaptation des dialogues : Alexa Donda

Source et légende : version française (VF) sur Doublage Séries Database

## Épisodes
1. L'Âge des ténèbres (They Bite)
2. Les Anges du mal (The Whole Enchilada)
3. Tibbs (Saving Grace)
4. Les Liens du sang (Suckers)
5. Vengeance (Smitten)
6. Crise de confiance (Nothing Like Nebraska)

## Commentaires
Le 19 juin 2009, la chaîne ITV a confirmé qu'il n'y aurait pas de deuxième saison.